# Zstd
Zstandard è un algoritmo per la compressione dei dati senza perdita sviluppato da Yann Collet presso Facebook. zstd è la corrispondente implementazione di riferimento, scritta in C e pubblicata in open source il 31 agosto 2016.

## Caratteristiche
Zstandard è stato progettato per fornire un livello di compressione paragonabile a quello dell'algoritmo Deflate, ma ad una maggiore velocità, soprattutto nella decompressione. È possibile scegliere il livello di compressione da 1 (più basso, ma più veloce) a 22 (massima compressione, ma lento).
L'implementazione di riferimento è stata distribuita con licenza BSD e il suo codice sorgente è stato pubblicato su GitHub.

## Adozione
Il kernel Linux supporta Zstandard come metodo di compressione per i file system Btrfs e SquashFS a partire dalla versione 4.14 (novembre 2017).
Il supporto a Zstandard è stato aggiunto al kernel di FreeBSD nel 2017.
Nell'aprile 2018 zstd è stato aggiunto come metodo di compressione dei pacchetti deb su Debian e Ubuntu.

Fedora ha aggiunto il supporto a ZStandard al gestore di pacchetti RPM nel maggio 2018 e ha iniziato a usarlo in Fedora 31.
Nell'ottobre 2019 Arch Linux ha introdotto il supporto a zstd nella versione 5.2 del suo gestore di pacchetti Pacman.
Nel marzo 2024 il supporto a zstd è stato aggiunto a Google Chrome con la versione 123 e agli altri browser basati su Chromium.
Mozilla Firefox supporta nativamente zstd a partire dalla versione 126, distribuita il 14 maggio 2024.